# Ляонін (авіаносець)
Ляонін (кит. 辽宁, пін. Liáoníng, повна назва — «Корабель військово-морського флоту Народно-визвольної армії Китаю „Ляонін“» (кит. 中国人民解放军海军辽宁舰, пін. Zhōngguó rénmín jiěfàngjūn hǎijūn Liáoníng jiàn), також відомий як Шилан (кит. 施琅, пін. Shīláng, названий на честь адмірала доби держав Мін та Цін) — перший авіаносець у складі Військово-морських сил Китайської Народної Республіки.
Будівництво корабля почалося в 1985 році на Чорноморському суднобудівному заводі в Миколаєві як авіаносного крейсера проєкту 1143.6 (шифр «Кречет», англ. Kuznetsov class за класифікацією НАТО) під назвою «Рига» для ВМФ СРСР. У 1988 році був спущений на воду. 19 червня 1990 року перейменований на «Варяг», перебував в недобудованому стані. В 1998 році в ступені заводської готовності 67 % проданий Макао під розважальний центр. Добудований і модернізований на суднобудівному заводі в Даляні для ВМС НВАК. 25 вересня 2012 року включений до бойового складу ВМС Народно-визвольної армії Китаю як навчальний авіаносець. Корабель отримав ім'я «Ляонін», за назвою китайської провінції, і бортовий номер 16.

## Історія

### Початок будівництва і продаж
Проєкт 1143.6, розроблений в Невському проєктно-конструкторському бюро під керівництвом В. Ф. Анікієва був подальшим продовженням проєкту 1143.5 (єдиний представник — важкий авіаносний крейсер «Адмірал Кузнецов»). 21 серпня 1985 року зарахований до списку кораблів ВМФ СРСР. 6 грудня 1985 року закладений на Чорноморському суднобудівному заводі (Миколаїв, Україна) (заводський № 106). Спущений на воду 25 листопада 1988 року. 1992 року, після розпаду СРСР, при 67 % технічній готовності крейсера його будівництво припинили через відсутність фінансування як з боку України, так і Росії. Корабель законсервували.
Перша делегація КНР, яка цікавилася «Варягом», відвідала Чорноморський суднобудівний завод у березні 1994 року. Але міжнародний тендер на продаж корабля був оголошений лише 1 грудня 1997 року, коли Російська Федерація остаточно відмовилася від крейсера. За результатами тендеру в березні 1998 року переможцем була оголошена фірма Agencia Turistica e Diversoes Chong Lot Limitada з португальської колонії Макао на півдні Китаю. За заявкою компанії покупця корабель призначався для використання як плавучий готель і центр розваг. «Варяг» проданий Фондом держмайна України за $20 млн. Після передачі в грудні 1999 року Макао Китаю, корабель опинився під юрисдикцією КНР. Разом із супутніми витратами купівля «Варяга» обійшлася Китаю в 30 млн доларів.

### Перехід на Тихий океан і добудова

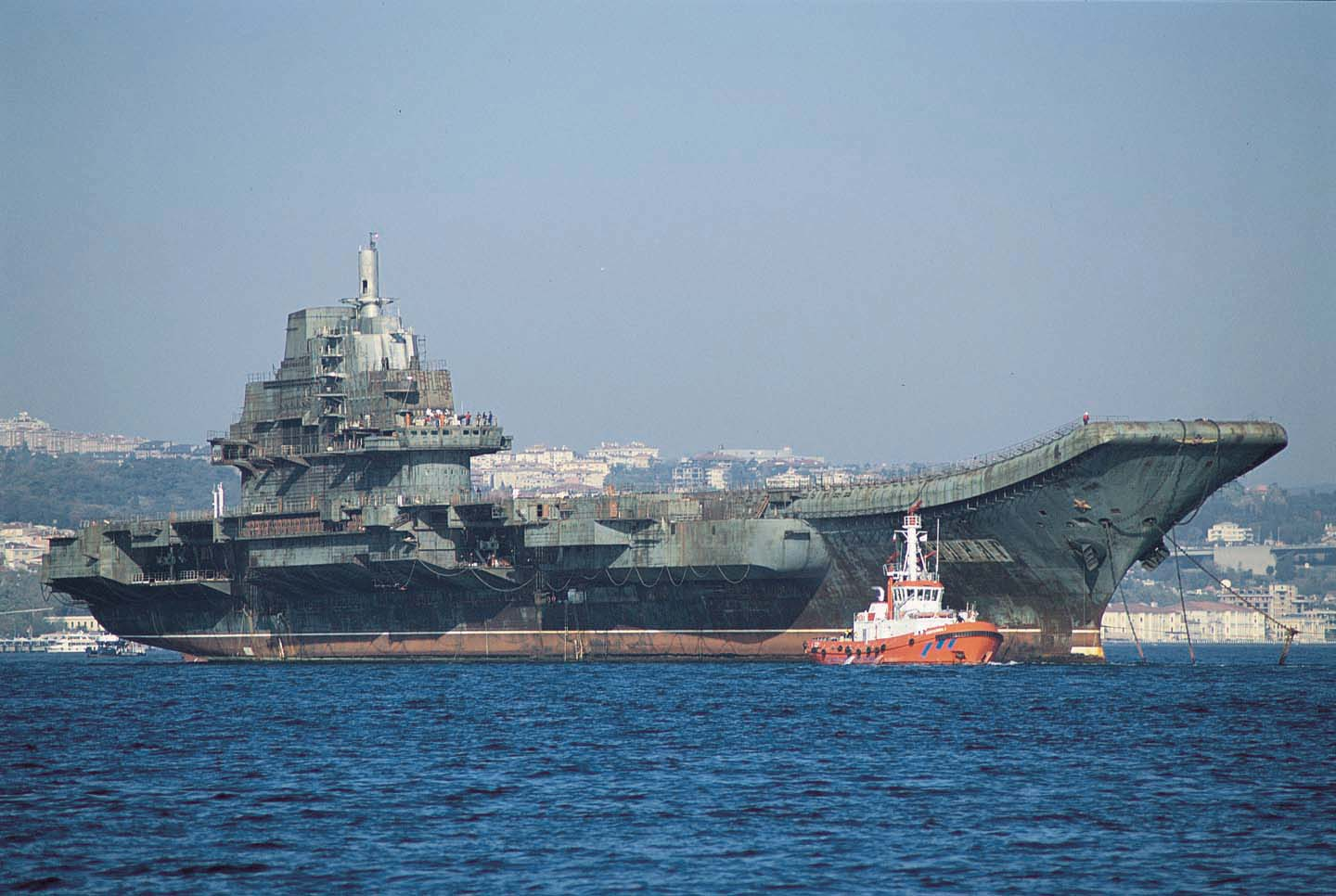
Буксирування «Варяга» Чорноморськими протоками

Після продажу, поки тривали перемовини покупця з владою Туреччини щодо проходу Чорноморських проток, «Варяг» більше року залишався на Чорноморському суднобудівному заводі. Буксирування корабля розпочалося 14 червня 2000 року. Однак, у зв'язку з тим, що Туреччина не дала згоди на прохід Босфору, корабель ще 17 місяців перебував в Чорному морі — прохід протокою розпочався лише 1 листопада 2001 року.
В ніч на 4 листопада «Варяг» зірвався з буксирних тросів під час шторму поблизу грецького острова Скірос і 14 годин безконтрольно дрейфував в Егейському морі при десятибальному штормі. Буксирування корабля до Китаю тривало 627 днів. В буксируванні брало участь 11 кораблів і суден. 20 січня 2002 року недобудований крейсер прибув до місця призначення — верфі військово-морської бази Далянь та був залишений біля набережної судноремонтного заводу, де в подальшому у 2005–2011 роках тривали роботи з його добудови і модернізації.
Протягом 2001—2004 років роботи на кораблі не проводились. У квітні-травні 2005 року «Ляонін» пройшов доковий ремонт в сухому доці. В жовтні проведене кренування корабля. 2008 року корабель був переміщений в інший док, де на нього була встановлена головна енергетична установка, електроенергетика та інше важке устаткування. До 2011 року авіаносець було оновлено: перебудована надбудова («острів»), демонтовані установки головного ударного комплексу, встановлені зенітно-ракетні комплекси і зенітна артилерія, відремонтовано польотну палубу і злітну смугу, встановлено сучасне радіоелектронне озброєння. 10 серпня 2011 року навчальний авіаносець «Ляонін» вперше вийшов у море на ходові випробування. Перший вихід в морі був коротким, потім корабель повернувся на суднобудівний завод для проведення монтажних і випробувальних робіт.
|                           | «Варяг» | «Ляонін»                                                                  |
| ------------------------- | --- | ------------------------------------------------------------------------- |
| Тоннаж, т                 | 59 500 | 59 100                                                                    |
| Швидкість ходу, вуз.      | 29 | 32                                                                        |
| Дальність палавання, миль | 8 000 | 8 000                                                                     |
| Екіпаж, чол.              | 1980 | 1960                                                                      |
| Авіакрило                 | 26 Су-27К, 24 Ка-27 | 30 J-15, 24 Z-8                                                           |
| Озброєння                 | 12 ПУ ПКРК П-700 «Граніт-НК», 2×2 ПУ ЗРК М-11 «Шторм», 4×6 ПУ ЗРК «Кинжал», 4×2 ЗРАК «Кортик», 6×6 30-мм ЗАК АК-630, 2×10 РБУ-12000 | 3×18 ПУ ЗРК HQ-10 (ЗУР FL-3000N), 3×7 30-мм ЗАК Type 1130, 2×12 РБУ (ASW) |

8 червня 2011 року начальник генерального штабу НВАК генерал Чен Бінде вперше офіційно підтвердив, що корабель буде введений в склад флоту як авіаносець, одночасно підкресливши, що основним завданням корабля буде роль навчальної та експериментальної платформи для будівництва власних китайських авіаносців.
У квітні 2011 року Тайвань звинуватив КНР у намірах почати будувати власні авіаносці на базі креслень крейсера «Варяг», а сам корабель ввести до складу ВМС Китаю. Це підтверджує й уведення в експлуатацію в КНР полігону для пілотів палубної авіації, який є точною копією авіаносця, придбаного в України.
25 вересня 2012 року авіаносець офіційно прийнятий до складу ВМС НВАК під ім'ям «Ляонін» і бортовим номером 16. 25 листопада 2012 року на палубу авіаносця «Ляонін» була вперше здійснена успішна посадка реактивного літака Shenyang J-15. Два літака J-15 піднялись у повітря з наземного аеродрому, здійснили посадку та зліт з палуби корабля. Подія транслювалась по телебаченню, громадськості були продемонстровані детальні цифрові фото. Однак, деякі спостерігачі вважають, що насправді випробування відбулись ще 19 листопада, а затримка з оприлюдненням їхніх результатів пояснюються високими ризиками. Досі на борту авіаносця проводились навчальні злет і посадка гелікоптерів Changhe Z-8 та відпрацьовувався захід на посадку літаків J-15.
На початку січня 2014 року були завершені випробування авіаносця під час навчань в Південно-Китайському морі. За даними джерела в китайському Військово-морському флоті, авіаносець проходив комплексні випробування бойових систем корабля протягом 37 днів і тести «досягли очікуваних цілей». Навчання проходили в районі острова Хайнань на півдні Китаю. Під час навчань 5 грудня стався інцидент, який ледь не призвів до зіткнення китайського корабля супроводу, який брав участь у випробуваннях, з американським бойовим кораблем, що йшов неподалік від «Ляоніна».
Перші навчальні стрільби авіаносця відбулися в грудні 2016 року в Бохайвані  .

## Подальший розвиток

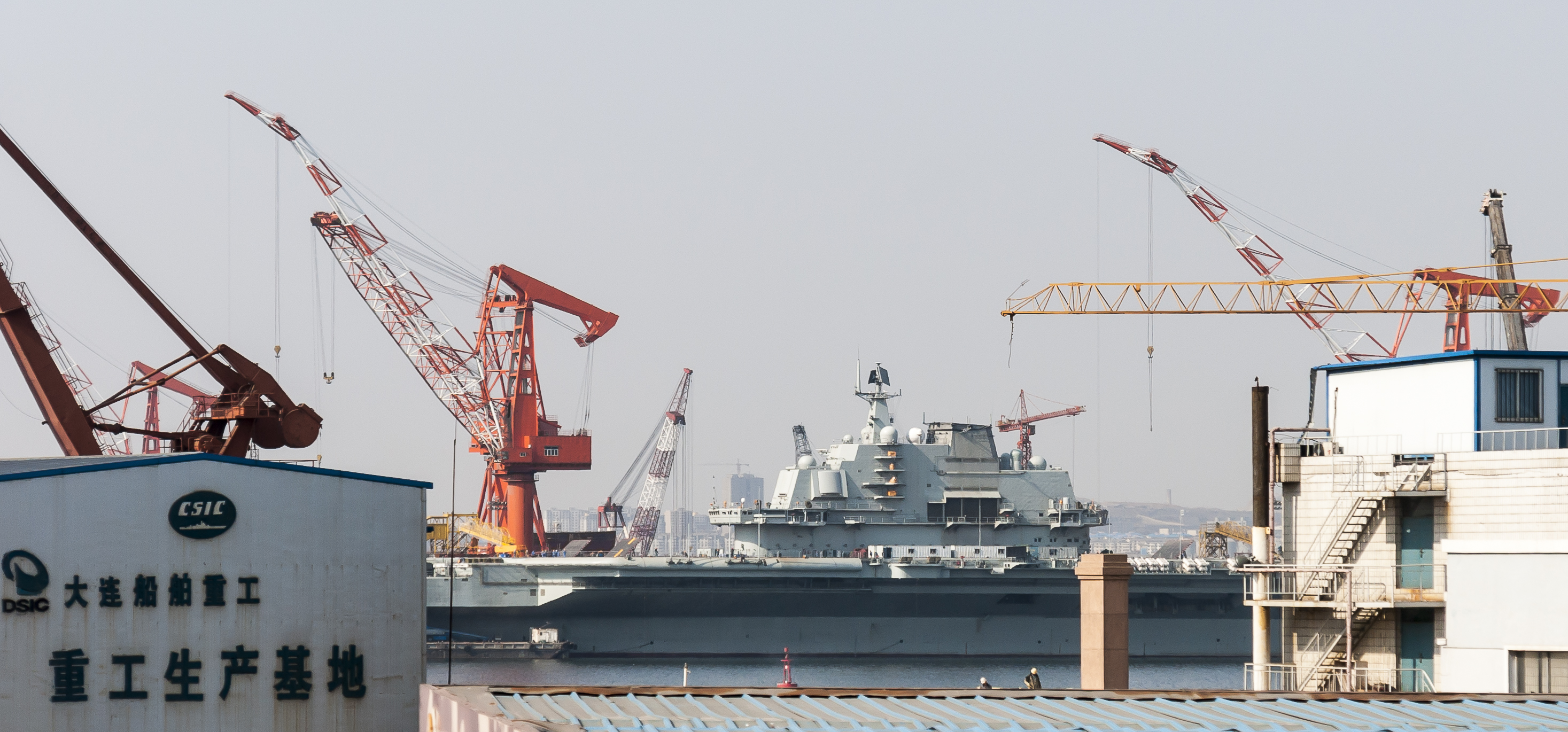
Dalian, China, CNS Liaoning (16)

PLAN Liaoning (16)

У рамках програми розвитку ВМС КНР збудовано авіаносець розроблений китайськими інженерами на базі авіанесучого крейсера «Варяг» (Тип 001A, майбутня назва «Шаньдун») та проєктується авіаносний корабель (Тип 002). Майбутній спуск на воду першого зробленого в КНР авіаносця (Тип 001А) було заплановано на 23 квітня 2017 року, в День відзначення 68-ї річниці ВМС НВА Китаю. Проте, фактично це судно було спущено на воду 26 квітня 2017 року.
Корабель має довжину 315 м, ширину 75 м, водотоннажність 70 тис. тонн та швидкість 31 вузлів. На борту корабля можуть розміститися більше палубних винищувачів (літаків J-15) та різних вертольотів у порівняні з авіаносцем «Ляонін» за рахунок більших розмірів. Його було збудовано на суднобудівному заводі у м. Далян (провінція Ляонін) у доках Китайської корпорації суднобудівної промисловості (中国船舶重工集团公司). На даний момент завершено будівництво основного корпусу корабля і монтаж головного обладнання, в тому числі двигуна і електричної системи. Після спуску на воду новий авіаносець буде проходити налагодження, дооснащення та швартовні випробування. Після завершення будівництва авіаносця (Тип 001А), КНР перейде у розряд семи країн, які спроможні будувати власні авіаносці, після США, РФ, Великої Британії, Франції, Італії та Іспанії. Авіаносець (Тип 001A) планується ввести до складу ВМС КНР в 2020 році. За словами військових експертів КНР, портом приписки стане порт Циндао (провінція Шаньдун). Головним напрямом його використання стане патрулювання у Східно-Китайському та Південно-Китайському морях.
Крім цього у квітні 2017 р. китайська суднобудівна верф Hudong-Zhonghua Shipbuilding Company розпочала будівництво найбільшого десантного вертольотоносця корабля-дока за проєктом Тип 075. Корабель матиме довжину 250 м, ширину 30 м, водотоннажність 40 тис. т та швидкість до 23 вузлів. На борту корабля планується розміщення до 30 різних вертольотів. Вертольотоносець Тип 075 повинен забезпечити виконання потужних наступальних операцій, функціонувати як корабель «централізованого управління на різних рівнях». Аналог таких кораблів уже має Японія — вертольотоносці класу «Ідзумо» (Izumo) — «вертольотонесучі есмінці» «Ідзумо» (JS Izumo (DDH-183), спущений на воду у 2013 р.) та «Каґа» (JS Kaga (DDH-184), спущений на воду у 2015 р.). Загалом Японія має чотири вертольотоносці, інші два «вертольотонесучі есмінці» класу «Г'юґа» (Hyūga) — «Г'юґа» (JS Hyūga (DDH-181), спущений на воду у 2007 р.) і «Ісе» (JS Ise (DDH-182), спущений на воду у 2009 р.).